# Svenska mästerskapen i banhoppning inomhus 2021
Svenska mästerskapen i banhoppning inomhus 2021 arrangerades av Strömsholms ridsportförening på Ridskolan Strömsholm mellan den 18 och 21 november 2021. Banbyggare var  Maria Alfredsson.

## Resultat
| Placering | Ryttare          | Häst       | Klubb                      |
| --------- | ---------------- | ---------- | -------------------------- |
| 1         | Emma Emanuelsson | Stakantura | Jump Club ridsportförening |
| 2         | Marlene Lindblad | Fury       | Södertälje ridklubb        |
| 3         | Amanda Landeblad | For Killy  | Jump Club ridsportförening |

| Placering | Ryttare           | Häst              | Klubb                                 |
| --------- | ----------------- | ----------------- | ------------------------------------- |
| 1         | Philip Svitzer    | Alida Nike        | Helsingborgs fältrittklubb            |
| 2         | Viktor Edvinsson  | Wyclef Jean (SWB) | Hallands Equestrians ridsportförening |
| 3         | Selma Hammarström | Seed              | Österlens ridklubb                    |

| Placering | Ryttare             | Häst                | Klubb                      |
| --------- | ------------------- | ------------------- | -------------------------- |
| 1         | Nicole Palm         | Tuff Puls           | Skedala ridklubb           |
| 2         | Ingemar Hammarström | Nicoline d'Or       | Österlens ridklubb         |
| 3         | Josefin Torell      | Sligo Land du Rouet | Jump Club ridsportförening |